# Anurida bicolor
Anurida bicolor är en urinsektsart som beskrevs av Christiansen och Bellinger 1980. Anurida bicolor ingår i släktet Anurida och familjen Neanuridae. Inga underarter finns listade i Catalogue of Life.